# Dúo Petrof
El Dúo Petrof es un dúo de piano integrado por Anatoly Zatin y Vlada Vassilieva, músicos originarios de Europa del Este y naturalizados mexicanos. 
El ensamble inició su trayectoria artística en el 2003, auspiciado por la Universidad de Colima y Petrof. Además del repertorio clásico, el dúo se caracteriza por tocar arreglos propios y promover música de compositores poco conocidos, como Sergei Slonimsky, Leopold Kozeluch, Federico Ibarra, Tomás León, y Aleksey Igudesman.
El dúo representa mundialmente a los Pianos Petrof de la República Checa.
Es conocida su versión del Jarabe Tapatío a dos pianos en arreglo de Anatoly Zatin, que fue nominada a los Hollywood Music in Media Awards en 2016.

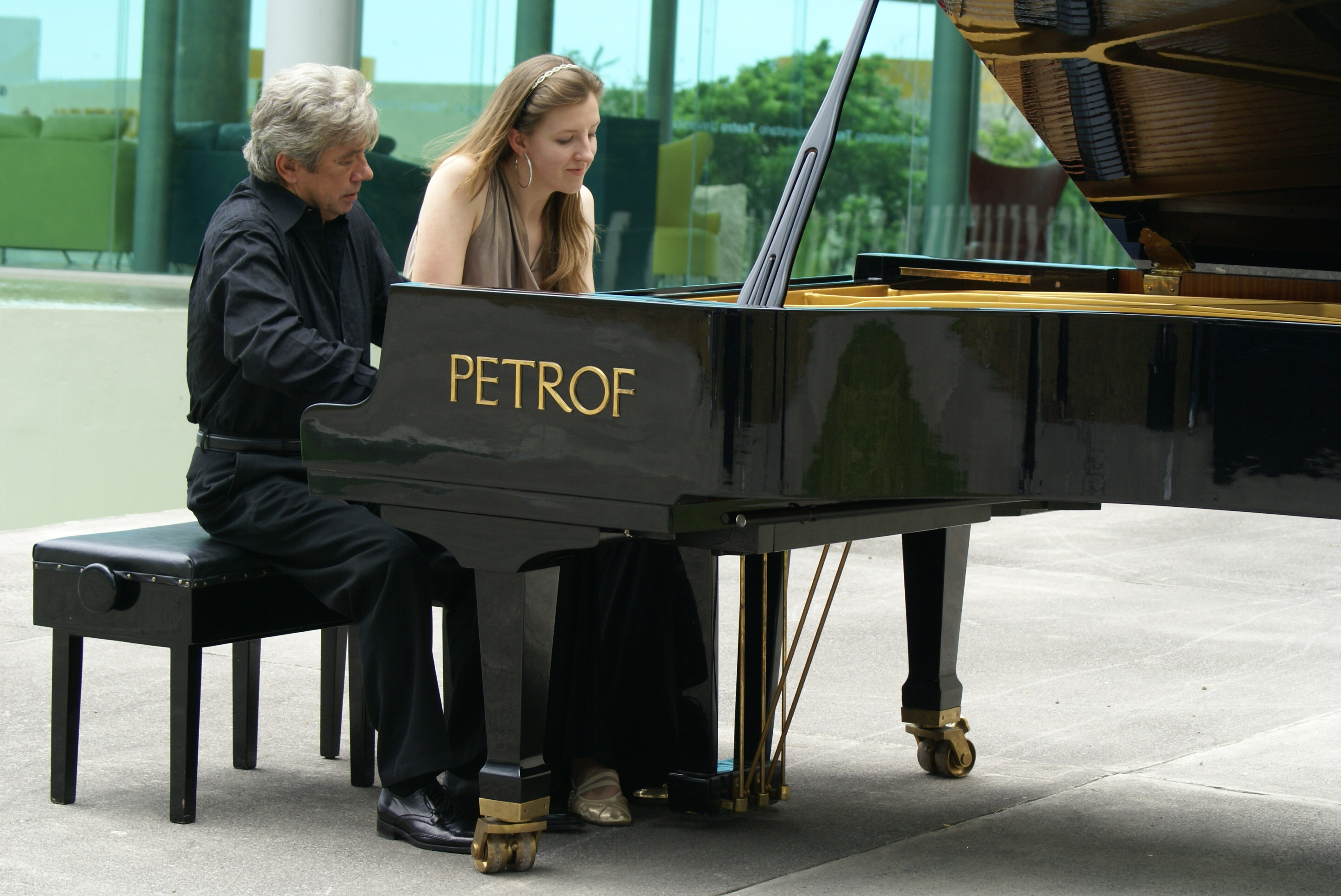
Los pianistas Anatoly Zatin y Vlada Vassilieva

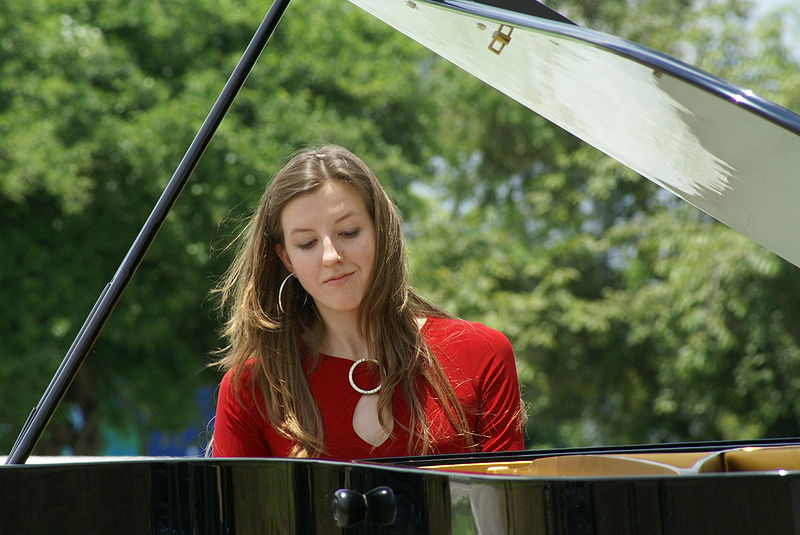
Vlada Vassilieva

## Premios y reconocimientos
- 2023: Medalla de Oro y distinción Best of Show en los Global Music Awards[5]
- 2020: Medalla de Plata en los Global Music Awards[6]
- 2018: Primer premio en United States International Duo Piano Competition[7]
- 2017: Medalla de Plata en los Global Music Awards por el CD Duo Petrof plays Ant. Petrof[8]
- 2017: Tercer premio en On Stage International Classical Music Competition, Italia[9]
- 2016: Nominación a los Hollywood Music in Media Awards, por El Jarabe Tapatío[10]
- 2016: Reconocimiento como Dúo Clásico-Contemporáneo del Año, Mexican Music Awards[11]
- 2016: Medalla Nikolai Rubinstein del Conservatorio de Moscú[12]
- 2015: Medalla de Plata por el CD 88x2, Global Music Awards[13]

## Discografía
- Anatoly Zatin: works for piano (2022 - Playaudio Azzurra Music)[14]
- Duo Petrof (2019 - Playaudio)
- Duo Petrof plays Ant. Petrof (2017 - Columna Música)[15]
- 88x2, Music for two pianos (2015 - Columna Música)[16]